# Big DS
Марлон Флетчер (англ. Marlon G. Fletcher); (29 июля 1971, Куинс, Нью-Йорк — 22 мая 2003, Куинс, Нью-Йорк), более известный под сценическим псевдонимом Big DS (с англ. — «Биг Ди эС») — американский рэпер, музыкальный продюсер и участник мультиплатиновой хардкор-рэп-группы Onyx.
Big DS был открыт Jam Master Jay из группы Run-D.M.C., который подписал группу Onyx на свой лейбл JMJ Records. Группа Onyx выпустила дебютный альбом, прежде чем Big DS начал свою сольную карьеру. В составе группы Onyx Big DS был номинирован на церемонии American Music Awards и победил в номинации «Лучший рэп-альбом» на церемонии Soul Train Music Awards.
В составе группы Onyx Big DS выпустил один альбом и восемь синглов, а также принял участие в записи заглавного трека для саундтрека к фильму Ночь страшного суда. Как сольный артист Big DS выпустил один сингл и демо-запись, которую он отправил Джимми Айовину, совладельцу лейбла Interscope Records, в надежде подписать контракт с его лейблом на выпуск альбома.

## Биография

### Ранняя жизнь
Марлон Флетчер родился 29 июля 1971 года в районе Джамейка в Куинсе. Он учился в старшей средней школе имени Джона Куинси Адамса ("John Adams High School"), в которой также учились Фред Ли Скраггс-младший (также известный как Fredro Starr) и Тайрон Тейлор (также известный как Suave и Sonny Seeza).

## Музыкальная карьера

### Onyx
В 1988 году, окончив школу, в возрасте 17 лет, Fredro Starr создаёт рэп-группу вместе со своими товарищами по школе: Big DS и Suave. Big DS придумал название для группы — Onyx — в честь чёрного драгоценного камня. Они начинают делать первые демо-записи в подвале у B-Wiz с помощью драм-машины SP-12.
"...B-Wiz был моим продюсером, когда мне было 15, или даже 16 лет. Когда все другие дети имели проигрыватель виниловых пластинок, он имел драм-машину (сэмплер) SP-12. Он был одним из первых ниггеров на квартале с драм-машиной".
В 1989 году они встретили Джеффри Харриса, который становится менеджером группы и помогает им заключить контракт с лейблом Profile Records на выпуск одного сингла. В 1990 году на студии York Studio в Бруклине они записывают свой первый сингл «Ah, And We Do It Like This», который выходит 25 апреля 1990 года на лейбле Profile Records. Однако сингл имел низкие продажи.
«… Это был самый первый сингл, который был спродюсирован B-Wiz. В-Wiz был первым продюсером Onyx, именно он спродюсировал трек „Ah, And We Do It Like This“, и много оригинальных версий треков для Onyx в 1987, 1988, 1989 годах.»

### Jam Master Jay
Big DS и Suave впервые встретили Jam Master Jay на свадьбе у Rev Run'а из Run-D.M.C. в 1990 году. Big DS, Suave и Fredro Starr встретили Jam Master Jay в автомобильной пробке на ежегодном фестивале The Jones Beach GreekFest Festival for the African-American College students 13 июля 1991 года. Джей дал им около двух месяцев, чтобы сделать демозапись. Suave и Big DS не смогли прийти на студию, они находились в штате Коннектикут, потому что они были замешаны в деле с ограблением. Поэтому Джефф Харрис, менеджер Onyx, попросил Фредро прийти на студию со своим кузеном, Kirk Jones, который на тот момент делал сольную карьеру под именем Trop и работал в парикмахерской, делая тысячу долларов в неделю, постригая волосы старшеклассников. Фредро и Стики записали две песни: «Stik 'N' Muve» и «Exercise».
«…Когда мы пришли в студию, мы сделали две записи. Одна из них называлась 'Stick and Move', а другая называлась 'Exercise'. И обе эти записи были сумасшедшими! Когда Джей услышал песни, он сказал: „Йоу, я люблю эту группу“.»
 Фредро и Джей были в его машине Mercedes-Benz и слушали демо-кассету Onyx. Как только Джей услышал песню «Stik 'N' Muve», он сказал: «Что это такое! Прибавь громкости! Это то, о чём я говорю! Мне нужно 12 песен наподобие этой». И вот как Стики присоединился к группе, поскольку Джей сказал: «Если Стики не будет в группе, не будет никакой группы!». Сначала Jam Master Jay подписал группу на свой лейбл JMJ Records на выпуск сингла, затем на выпуск EP, но они сделали 10 песен на бюджет 6 песен, поэтому Расселл Симмонс подписал с ними контракт на выпуск полноценного альбома.

### Def Jam
В 1993 году группа Onyx выпустила их дебютный альбом Bacdafucup на лейбле JMJ Records, привязанный к лейблу Def Jam через ещё один лейбл Rush Associated Labels. Альбом оказался коммерческим успехом и, в конце концов, стал мультиплатиновым, в основном благодаря известному синглу «Slam», который также стал платиновым. Затем группа Onyx выпустила на лейбле JMJ Records ещё два альбома: All We Got Iz Us и Shut ’Em Down. JMJ Records и Onyx были официально исключены из Def Jam в «Чёрный четверг» — 21 января 1999 года — потому что лейбл PolyGram, который в 1994 году купил у Sony 50% лейбла Def Jam, был продан Seagram 10 декабря 1998 года.

### Вклад в группу Onyx
Big DS придумал название для группы Onyx. Он так назвал группу в честь чёрного драгоценного камня.
«…Потому что я — чернокожий, поэтому я выбрал для своей группы имя Onyx. Мы все чёрные. И мы очень ценны. Так же, как и этот чёрный драгоценный камень. Мы ценны, потому что мы прошли через многое.»

### Сольная карьера
Big DS покинул группу в 1994 году, чтобы начать сольную карьеру. Big DS основал собственный лейбл Illyotic Music и начал продюсировать музыку. После записи нескольких демоверсий Big DS отправил их Джимми Айовину, совладельцу лейбла Interscope Records, в надежде подписать контракт с его лейблом на выпуск альбома.

## Смерть
22 мая 2003 года Big DS умер в больнице в Куинсе после проведения химиотерапии в результате рака лимфатических узлов. Ему был 31 год.

## Дискография

### Студийные альбомы
В составе группы Onyx
- 1993: Bacdafucup

Сольные альбомы
- 1994: Demo Tape[20]

Синглы
- 1995: Keep It Ill

Выступления на радио
- 1992: The Stretch Armstrong and Bobbito Show - Onyx & Jam Master Jay [December 3, 1992]
- 1993: Tim Westwood's "Capital Rap Show" [August 15, 1993]

Участие в составе группы Onyx
| Год  | Песня | Релиз                                          |
| ---- | --- | ---------------------------------------------- |
| 1990 | «Ah, And We Do It Like This», «Ah, And We Do It Like This» (Dub Club), «Ah, And We Do It Like This» (Dub Vocal), «Ah, And We Do It Like This» (Instrumental)                                                                          | Ah, And We Do It Like This                     |
| 1992 | «Throw Your Guns In The Air» | RAL/Def Jam Triple Threat Sampler              |
| 1992 | «Throw Ya Gunz» (Radio Version), «Throw Ya Gunz» (LP Version), "Throw Ya Gunz (Instrumental), «Blac Vagina Finda» (LP Version), «Blac Vagina Finda» (Instrumental)                                                                    | Throw Ya Gunz                                  |
| 1993 | «Bacup», «Throw Ya Gunz», «Bacdafucup», «Throw Ya Gunz» | Bacdafucup / Throw Ya Gunz                     |
| 1993 | «Bacdafucup» | Bacdafucup                                     |
| 1993 | «Bichasniguz» | Bacdafucup                                     |
| 1993 | «Throw Ya Gunz» | Bacdafucup                                     |
| 1993 | «Atak Of Da Bal-Hedz» | Bacdafucup                                     |
| 1993 | «Blac Vagina Finda» | Bacdafucup                                     |
| 1993 | «Nigga Bridges» | Bacdafucup                                     |
| 1993 | «Slam» | Bacdafucup                                     |
| 1993 | «Slam» (Vocal), «Slam» (Instrumental), «Da Nex Niguz» (Vocal), «Da Nex Niguz» (Instrumental) | Slam                                           |
| 1993 | «Slam» (Bionyx Remix), «Slam» (Industrial Strength Remix), «Slam» (LP Version), «Slam» (Nuclear Waste Industrial Mix), «Slam» (Glow In The Dark Frustration Mix)                                                                      | Slam - The Alternatives                        |
| 1993 | «Judgment Night» | Judgment Night (Music From The Motion Picture) |
| 1993 | «Judgment Night» (Jam Master J Mix), «Judgment Night» (Acapella), «Judgment Night» (Album Mix), «Judgment Night» (Instrumental) | Biohazard & Onyx - Judgment Night (VLS)        |
| 1993 | «Judgment Night» (Radio Edit), «Judgment Night» (Biohazard Guitar Mix), «Judgment Night» (Album Version) | Biohazard & Onyx - Judgment Night (CDS)        |
| 1993 | «Shifftee» (Radio Version), «Shifftee» (Shytizon Remix), «Shifftee» (Spikinspan Remix), «Shifftee» (A Cappella), «Shifftee» (Instrumental), «Shifftee» (Instrumental Remix), «Bichasniguz» (LP Version), «Bichasniguz» (Instrumental) | Shifftee                                       |
| 1993 | «Da Nex Niguz», «Da Nex Dingdong» (Special Version) | Da Nex Niguz / Da Nex DingDong                 |

## Награды и номинации
В 1994 году Big DS в составе группы Onyx был номинирован за альбом Bacdafucup на премию «Любимый новый рэп/хип-хоп-артист» на церемонии American Music Awards и победил в номинации «Лучший рэп-альбом» на церемонии Soul Train Music Awards.
| Год  | Награда                 | Номинированная работа | Категория                          | Результат |
| ---- | ----------------------- | --------------------- | ---------------------------------- | --------- |
| 1994 | American Music Awards   | Bacdafucup            | «Любимый новый рэп/хип-хоп-артист» | Номинация |
| 1994 | Soul Train Music Awards | Bacdafucup            | «Лучший рэп-альбом»                | Победа    |

## Видео игры
- Rap Jam: Volume One (1995) в роли Big DS[24]